# Данн (округ, Північна Дакота)
Шаблон:StateAbbr_ 47°22′ пн. ш. 102°37′ зх. д. / 47.36° пн. ш. 102.62° зх. д.
Округ Данн (англ. Dunn County) — округ (графство) у штаті Північна Дакота, США. Ідентифікатор округу 38025.

## Історія
Округ утворений 1883 року.

## Демографія
За даними перепису
2000 року
загальне населення округу становило 3600 осіб, усе сільське.
Серед мешканців округу чоловіків було 1837, а жінок — 1763. В окрузі було 1378 домогосподарств, 987 родин, які мешкали в 1965 будинках.
Середній розмір родини становив 3,11.
Віковий розподіл населення поданий у таблиці:
| Стать    | До 15 років | 15-21 | 22-29 | 30-39 | 40-49 | 50-65 | 65-85 | Понад 85 |
| -------- | ----------- | ----- | ----- | ----- | ----- | ----- | ----- | -------- |
| Чоловіки | 418         | 172   | 109   | 209   | 310   | 330   | 256   | 33       |
| Жінки    | 363         | 171   | 90    | 215   | 294   | 294   | 280   | 56       |

## Суміжні округи
- Маунтрейл — північ
- Маклейн — північний схід
- Мерсер — схід
- Старк — південь
- Біллінгс — південний захід
- Маккензі — північний захід

## Виноски
1. ↑  US Decennial Census. US Census Bureau. Архів оригіналу за 26 квітня 2015. Процитовано 28 січня 2015.
2. ↑  Historical Census Browser. University of Virginia Library. Архів оригіналу за 11 серпня 2012. Процитовано 28 січня 2015.
3. ↑  Forstall, Richard L., ред. (27 березня 1995). Population of Counties by Decennial Census: 1900 to 1990. US Census Bureau. Архів оригіналу за 5 березня 2015. Процитовано 28 січня 2015.
4. ↑  Census 2000 PHC-T-4. Ranking Tables for Counties: 1990 and 2000 (PDF). US Census Bureau. 2 квітня 2001. Архів оригіналу (PDF) за 18 грудня 2014. Процитовано 28 січня 2015.
5. ↑  State & County QuickFacts. Бюро перепису населення США. Архів оригіналу за 7 червня 2011. Процитовано 31 жовтня 2013.(англ.) Наведено за англійською вікіпедією.
6. ↑  American FactFinder. Бюро перепису населення США. Архів оригіналу за 21 травня 2008. Процитовано 31 січня 2008.

| США | Це незавершена стаття з географії США. Ви можете допомогти проєкту, виправивши або дописавши її. |